# الانتخابات البرلمانية السريلانكية 2024
أُجريت الانتخابات البرلمانية في سريلانكا في 14 نوفمبر 2024 لانتخاب 225 عضوًا للبرلمان الجديد. حيثُ تم حل البرلمان السادس عشر لسريلانكا في 24 سبتمبر 2024. وبدأت عملية تقديم الترشيحات للانتخابات في 4 أكتوبر وانتهت في 11 أكتوبر 2024 في تمام الساعة 12:00 ظهرًا بتوقيت سريلانكا.
أسفرت الانتخابات عن انتصار ساحق لتحالف "قوة الشعب الوطنية" اليساري بقيادة الرئيس المنتخب حديثًا أنورا كومارا ديساناياكي. حقق التحالف فوزًا بـ159 مقعدًا، وهو أعلى عدد مقاعد يفوز به حزب سياسي في تاريخ سريلانكا، كما يُعد ثاني أعلى نسبة مقاعد في تاريخ البلاد. فاز التحالف بجميع المناطق باستثناء منطقة باتيكالوا. تُعد هذه الانتخابات الأولى منذ عام 1977 التي يتمكن فيها حزب واحد من تحقيق أغلبية ساحقة، والأولى التي يفوز فيها حزب غير تاميلي بمنطقة جافنا. كما شهدت هذه الانتخابات تسجيل رقم قياسي في تمثيل النساء بانتخاب 21 نائبة، وهو أعلى تمثيل نسائي في تاريخ البرلمان السريلانكي، بالإضافة إلى تسجيل رقم قياسي آخر بوجود أكثر من 150 نائبًا جديدًا يدخلون البرلمان للمرة الأولى.
بعد الانتخابات، تم افتتاح البرلمان السريلانكي السابع عشر المنتخب حديثًا في 21 نوفمبر 2024.

## خلفية
تحالف حرية شعب سريلانكا (SLPFA)، بقيادة ماهيندا راجاباكسا، فاز بأغلبية كبيرة في الانتخابات البرلمانية السريلانكية التي أُجريت في 5 أغسطس 2020. خلال فترة ولايتهم، واجهت الحكومة تحت قيادة الرئيس غوتابايا راجاباكسا ورئيس الوزراء ماهيندا راجاباكسا العديد من الأزمات، بما في ذلك جائحة فيروس كورونا وأزمة اقتصادية، مما أدى إلى احتجاجات واسعة وأزمة سياسية سريلانكية في عام 2022.
أدت هذه الأحداث إلى فرار غوتابايا راجاباكسا من البلاد واستقالته من منصب الرئيس، كما استقال ماهيندا راجاباكسا من منصب رئيس الوزراء. تم تعيين رانيل ويكرمسينغ في البداية رئيسًا للوزراء، ثم أصبح الرئيس المؤقت بعد استقالة غوتابايا راجاباكسا. وفي تصويت برلماني بتاريخ 20 يوليو 2022، تم انتخاب ويكرمسينغ كالرئيس التاسع لسريلانكا، مُكلفًا بإتمام بقية فترة ولاية راجاباكسا.
في الانتخابات الرئاسية السريلانكية التي أُجريت في 21 سبتمبر 2024، فاز أنورا كومارا ديساناياكي على منافسيه الرئيسيين، زعيم المعارضة ساجيث بريماداسا والرئيس الحالي رانيل ويكرمسينغ، ليصبح الرئيس العاشر لسريلانكا.
وفقًا لقانون الانتخابات البرلمانية رقم 1 لعام 1981، على الرغم من أن مدة البرلمان السريلانكي هي خمس سنوات، يمكن للرئيس حله بعد عامين ونصف من أول جلسة له أو بناءً على تلقيه قرارًا من البرلمان. وعلى الرغم من أن البرلمان السادس عشر كان من المقرر أن ينتهي في أغسطس 2025، فقد قام الرئيس ديساناياكي، استنادًا إلى صلاحياته الدستورية ووفاءً بوعده الانتخابي، بحل البرلمان مبكرًا في 21 سبتمبر 2024.

## التصويت

### التصويت البريدي
بدأت لجنة الانتخابات في قبول طلبات التصويت البريدي من 1 إلى 8 أكتوبر 2024، ثم تم تمديد الموعد النهائي حتى الساعة 24:00 بتوقيت سريلانكا في 10 أكتوبر 2024. وتقتصر خدمة التصويت البريدي على المسؤولين المعتمدين مسبقًا الذين يشاركون في واجبات انتخابية.
بدأ الأفراد المعتمدون في الإدلاء بأصواتهم في 30 أكتوبر 2024. واتبعت عملية التصويت البريدي الجدول الزمني الذي وضعته لجنة الانتخابات، حيث استمر التصويت في 1 و4 و7 نوفمبر، وانتهى في 8 نوفمبر 2024.

### يوم الانتخابات
بدأ التصويت في الساعة 07:00 بتوقيت سريلانكا يوم 14 نوفمبر 2024 في 13,314 مركز اقتراع عبر الجزيرة، وانتهى في الساعة 16:00.

## نتائج الانتخابات
فاز تحالف "قوة الشعب الوطنية" بقيادة الرئيس أنورا كومارا ديساناياكي بـ159 من أصل 225 مقعدًا، محققًا أغلبية من الثلثين في البرلمان. يمثل هذا الارتفاع الكبير في عدد مقاعد التحالف من ثلاثة مقاعد فقط في البرلمان السابق تحولًا في السياسة السريلانكية. وتشير التقارير إلى أن حملة ديساناياكي كانت تركز على محاربة الفساد، والرعاية الاجتماعية، وانتعاش الاقتصاد في ظل الأزمة الاقتصادية التي تمر بها البلاد، مما لاقى صدى كبيرًا لدى الناخبين.
في الشمال والشرق، تم تفسير تراجع الدعم بين الناخبين التاميل والمسلمين للأحزاب العرقية التقليدية كسبب رئيسي لنجاح "قوة الشعب الوطنية" (NPP).
فاز التحالف المعارض الرئيسي، تحالف "ساماغي جانا بالاويغايا" بقيادة ساجيث بريماداسا، بـ40 مقعدًا، وهو انخفاض عن الانتخابات السابقة. كما حصل "الجبهة الديمقراطية الجديدة" بقيادة الرئيس السابق رانيل ويكرمسينغ على 5 مقاعد، في حين انهار "حزب سريلانكا بودوجانا بيرامونا" بقيادة الرئيس السابق ماهيندا راجاباكسا من 145 مقعدًا في الانتخابات السابقة ليحقق 3 مقاعد فقط.